# Ивуарийско-испанские отношения
Ивуарийско-испанские отношения — двусторонние дипломатические отношения между Кот-д’Ивуаром и Испанией.
Кот-д’Ивуар имеет посольство в Мадриде, и почётные консульства в Барселоне, Бильбао, Лас-Пальмас-де-Гран-Канарии, Малаге, Мурсии, Овьедо, Севилье, Таррагоне, Валенсии, Вальядолиде, Сарагосе и Ла-Корунье. Испания имеет посольство в Абиджане.

## Дипломатические отношения
В политической и институциональной сферах отношения между Испанией и Кот-д’Ивуаром носят тёплый, тесный характер. Ивуарийское государство высоко ценит тот факт, что Испания оставалась в стране на протяжении всего послевыборного конфликта, в том числе на самых насильственных этапах.
Для Кот-д’Ивуара роль Испании и испанской экономики в рамках Европейского союза особенно актуальна. В 1998 году Испания стала первым «партнером по развитию» с Кот-д’Ивуаром и предоставила стране приоритетное право на международное сотрудничество.
В последующих генеральных планах международного сотрудничества Кот-д’Ивуар больше не рассматривается в качестве приоритетной для сотрудничества страной. Хотя коммерческое и экономическое присутствие Испании в Кот-д’Ивуаре по-прежнему ограничено, однако оно постоянно растет, особенно когда политическая ситуация нормализовалась. В июне 2014 года вновь открылось Торгово-экономическое бюро посольства Испании в Абиджане.

## Экономические отношения
Торговый баланс Испании с Кот-д’Ивуаром традиционно был пассивным для Испании из-за значительного объема импорта сырья из Кот-д’Ивуара.

## Сотрудничество
Кот-д’Ивуар не является страной, включенной в географические приоритеты генеральных планов сотрудничества. Тем не менее, у Испании есть программа конверсии долга с Кот-д’Ивуаром.
В 2013 году Испания аннулировала долг Кот-д’Ивуара на сумму 172,75 миллиона евро, в результате того, что страна достигла кульминации в рамках инициативы Помощи бедным странам с крупной задолженностью. В 2014 году Испания разработала план конверсии оставшейся задолженности (в общей сложности около 100 млн евро).